# قرار مجلس الأمن التابع للأمم المتحدة رقم 1974
قرار مجلس الأمن التابع للأمم المتحدة رقم 1974، المتخذ بالإجماع في 22 مارس 2011، بعد التذكير بالقرارات السابقة بشأن أفغانستان ولا سيما القرار 1917 (2010)، مدد المجلس ولاية بعثة الأمم المتحدة لتقديم المساعدة إلى أفغانستان (UNAMA) لفترة عام حتى 23 مارس 2012.
جاء تبني القرار في الوقت الذي أعلن فيه الرئيس الأفغاني حامد كرزاي أنه سيتم نقل سبعة مواقع في أفغانستان من سيطرة قوات التحالف إلى سيطرة القوات الأفغانية.

## أعمال
تم تمديد ولاية بعثة الأمم المتحدة لتقديم المساعدة إلى أفغانستان ، على النحو المنصوص عليه في القرارات 1662 (2006) و 1746 (2007) و 1806 (2008) و 1868 (2009) و 1917 (2010) حتى 23 مارس 2012. كما استرشد بمبدأ تعزيز السيطرة الأفغانية مع التركيز بشكل خاص على:
(أ) تشجيع المزيد من الدعم الدولي المتماسك لأولويات الحكومة في التنمية والحوكمة.
(ب) تعزيز التعاون مع قوات الأمن الدولية على النحو الموصى به في تقرير الأمين العام بان كي مون.

(ج) توفير التوعية السياسية والمساعي الحميدة لدعم تنفيذ برامج المصالحة وإعادة الإدماج التي يقودها الأفغان .
(د) دعم التقدم المحرز في الإصلاح الانتخابي وكذلك أخذه في الاعتبار .
(هـ) العمل بالتعاون مع الممثل الخاص للأمين العام في مجالات متنوعة.
وشدد أيضا على أهمية تعزيز وتوسيع وجود بعثة الأمم المتحدة وغيرها من كيانات الأمم المتحدة، وشجع الأمين العام على مواصلة جهوده الحالية لاتخاذ تدابير لمعالجة المسائل الأمنية المرتبطة بهذا التعزيز والتوسيع. كما تناول المجلس موضوع إنتاج الأفيون، واحترام حقوق الإنسان، وحماية العاملين في المجال الإنساني، وإزالة الألغام، والتعاون الإقليم، واللاجئين، وتعزيز قدرات الشرطة الوطنية الأفغانية والجيش الوطني الأفغاني . كما أدان الأنشطة الإرهابية والاعتداءات على العاملين في المجال الإنساني ورحب بالجهود المبذولة لتحسين الوضع الأمني.
كان من المقرر إجراء استعراض شامل للدعم المقدم من الأمم المتحدة في نهاية عام 2011.

## روابط خارجية
- نص القرار في undocs.org